# Voillans
Voillans est une commune française située dans le département du Doubs, la région culturelle et historique de Franche-Comté et la région administrative Bourgogne-Franche-Comté.

## Géographie

### Toponymie
Vallans en 1162 ; Vaylans en 1173 ; Waylans en 1200 ; Vayllans en 1251 ; Voillans en 1268 ; Vaillam en 1336 ; Vaillans en 1385 ; Voillans depuis 1671. Hameaux : La Grange-des-Noyes ; La Planchotte-Lambert ; Le Creux-d'Alouette.
Le village est traversé par la Chenevière, petit cours d'eau qui est une curiosité. Il a pour origine la source qui prend naissance à proximité d'Autechaux et s'engouffre presque immédiatement dans un entonnoir. Après un parcours souterrain de mille huit cents mètres, ses eaux jaillissent non loin de Voillans, à l'ouest, traversent le pays et, arrivées à la dernière maison, se précipitent dans un creux de vingt-sept mètres de profondeur où elles actionnèrent jadis les roues superposées du moulin seigneurial, puis la turbine qui le remplaça au XIXe siècle. Le ruisseau disparaît ensuite totalement pour ne ressurgir qu'à Hyèvre-Paroisse où il se jette dans le Doubs.

### Climat
Pour des articles plus généraux, voir Climat de la Bourgogne-Franche-Comté et Climat du Doubs.
En 2010, le climat de la commune est de type climat de montagne, selon une étude du Centre national de la recherche scientifique s'appuyant sur une série de données couvrant la période 1971-2000. En 2020, Météo-France publie une typologie des climats de la France métropolitaine dans laquelle la commune est exposée à un climat semi-continental et est dans la région climatique  Jura, caractérisée par une forte pluviométrie en toutes saisons (1 000 à 1 500 mm/an), des hivers rigoureux et un ensoleillement médiocre. 
Pour la période 1971-2000, la température annuelle moyenne est de 9,9 °C, avec une amplitude thermique annuelle de 17,2 °C. Le cumul annuel moyen de précipitations est de 1 278 mm, avec 12,8 jours de précipitations en janvier et 10,6 jours en juillet. Pour la période 1991-2020, la température moyenne annuelle observée sur la station météorologique de Météo-France la plus proche, « Branne_sapc », sur la commune de Branne à 5 km à vol d'oiseau, est de 11,1 °C et le cumul annuel moyen de précipitations est de 1 127,0 mm. 
La température maximale relevée sur cette station est de 39 °C, atteinte le 7 août 2015 ; la température minimale est de −19,8 °C, atteinte le 20 décembre 2009,,. 
Les paramètres climatiques de la commune ont été estimés pour le milieu du siècle (2041-2070) selon différents scénarios d'émission de gaz à effet de serre à partir des nouvelles projections climatiques de référence DRIAS-2020. Ils sont consultables sur un site dédié publié par Météo-France en novembre 2022.

## Urbanisme

### Typologie
Au 1er janvier 2024, Voillans est catégorisée commune rurale à habitat dispersé, selon la nouvelle grille communale de densité à 7 niveaux définie par l'Insee en 2022.
Elle est située hors unité urbaine et hors attraction des villes,.

### Occupation des sols
L'occupation des sols de la commune, telle qu'elle ressort de la base de données européenne d’occupation biophysique des sols Corine Land Cover (CLC), est marquée par l'importance des territoires agricoles (55,8 % en 2018), en diminution par rapport à 1990 (60,2 %). La répartition détaillée en 2018 est la suivante : forêts (40,9 %), zones agricoles hétérogènes (33,4 %), prairies (22,4 %), zones urbanisées (3,3 %). L'évolution de l’occupation des sols de la commune et de ses infrastructures peut être observée sur les différentes représentations cartographiques du territoire : la carte de Cassini (XVIIIe siècle), la carte d'état-major (1820-1866) et les cartes ou photos aériennes de l'IGN pour la période actuelle (1950 à aujourd'hui).

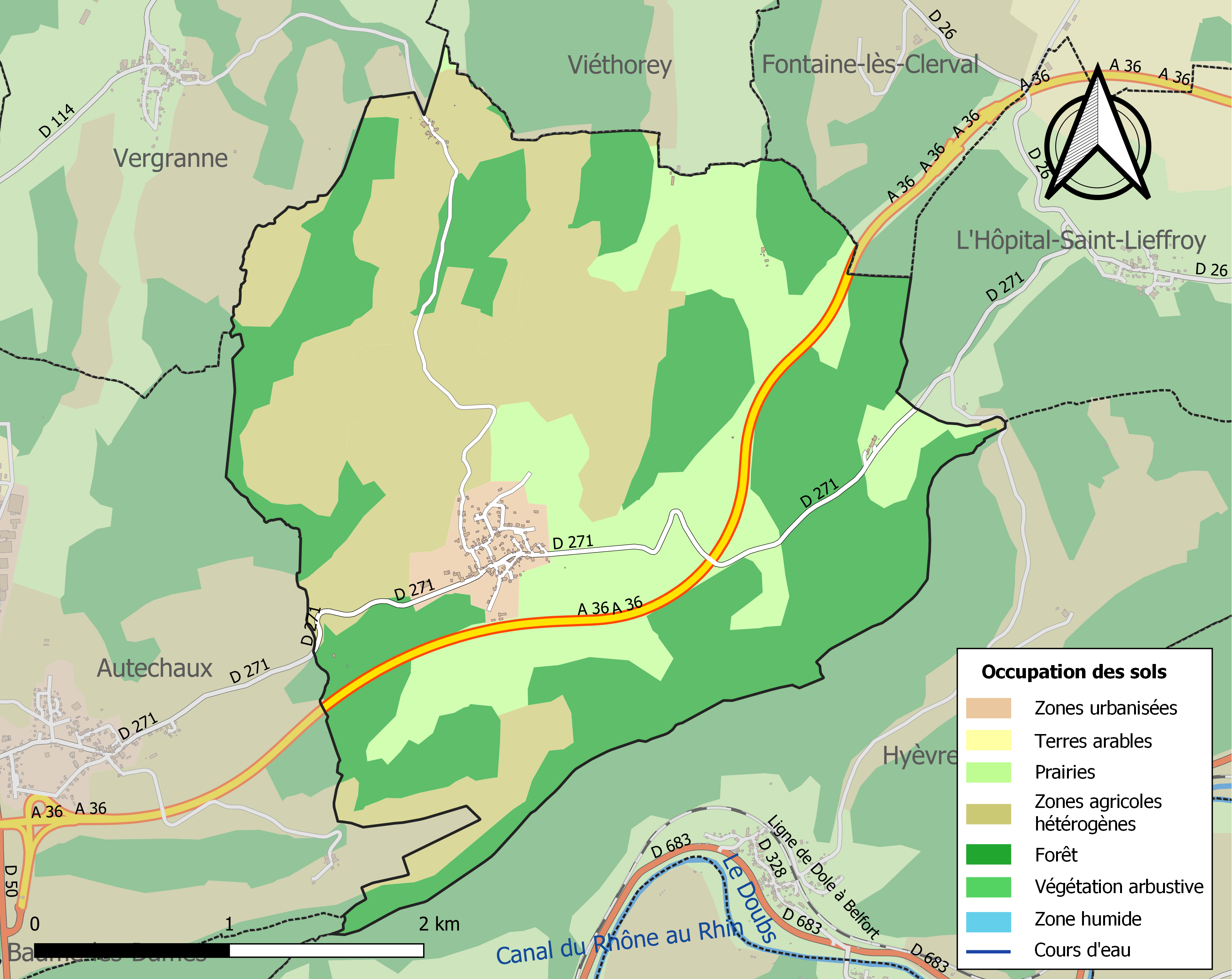
Carte des infrastructures et de l'occupation des sols de la commune en 2018 (CLC).

## Politique et administration
| Période                                  | Période  | Identité        | Étiquette | Qualité       |
| ---------------------------------------- | -------- | --------------- | --------- | ------------- |
| mars 2001                                | En cours | Alain Tisserand | DVG       | Fonctionnaire |
| Les données manquantes sont à compléter. |          |                 |           |               |

## Démographie
L'évolution du nombre d'habitants est connue à travers les recensements de la population effectués dans la commune depuis 1793. Pour les communes de moins de 10 000 habitants, une enquête de recensement portant sur toute la population est réalisée tous les cinq ans, les populations de référence des années intermédiaires étant quant à elles estimées par interpolation ou extrapolation. Pour la commune, le premier recensement exhaustif entrant dans le cadre du nouveau dispositif a été réalisé en 2008.

En 2022, la commune comptait 195 habitants, en évolution de −6,25 % par rapport à 2016 (Doubs : +1,88 %, France hors Mayotte : +2,11 %).
| 1793 | 1800 | 1806 | 1821 | 1831 | 1836 | 1841 | 1846 | 1851 |
| ---- | ---- | ---- | ---- | ---- | ---- | ---- | ---- | ---- |
| 467  | 462  | 490  | 450  | 556  | 574  | 565  | 537  | 465  |

| 1856 | 1861 | 1866 | 1872 | 1876 | 1881 | 1886 | 1891 | 1896 |
| ---- | ---- | ---- | ---- | ---- | ---- | ---- | ---- | ---- |
| 390  | 419  | 405  | 387  | 367  | 357  | 332  | 324  | 320  |

| 1901 | 1906 | 1911 | 1921 | 1926 | 1931 | 1936 | 1946 | 1954 |
| ---- | ---- | ---- | ---- | ---- | ---- | ---- | ---- | ---- |
| 315  | 289  | 259  | 227  | 209  | 201  | 202  | 180  | 155  |

| 1962 | 1968 | 1975 | 1982 | 1990 | 1999 | 2006 | 2008 | 2013 |
| ---- | ---- | ---- | ---- | ---- | ---- | ---- | ---- | ---- |
| 133  | 106  | 96   | 115  | 141  | 199  | 208  | 211  | 207  |

| 2018 | 2022 | - | - | - | - | - | - | - |
| ---- | ---- | - | - | - | - | - | - | - |
| 208  | 195  | - | - | - | - | - | - | - |

## Culture locale et patrimoine

### Lieux et monuments
- L'église de la Nativité de Notre-Dame. L'ancienne, qui menaçait de tomber en ruine au XVIIIe siècle, fut reconstruite de 1767 à 1772 par l'architecte Bassignot. Son clocher-porche abrite le portail de l'édifice précédent avec son décor de nervures de style gothique tardif aux environs du XVe siècle. Les travaux d'embellissement demandés à l'architecte Amoudru prévus en 1788 furent empêchés par la Révolution. Elle possède l'une des plus anciennes cloches comtoises : fondue pour l'abbaye de Baume-les-Dames en 1484, elle fut descendue de son clocher en 1791 pour être transformée en monnaie. La commune de Voillans se la vit céder momentanément et la conserve depuis cette date.
- Le ruisseau appelé « la Chenevière » qui prend sa source à l'ouest du village, le traverse et va se perdre quelques centaines de mètres à l'est avec un parcours aérien de seulement 900 m.
- Les vieux ponts en pierre qui enjambent le ruisseau au cœur du village et lui apportent un charme particulier.
- La fontaine-abreuvoir restaurée et en eau.

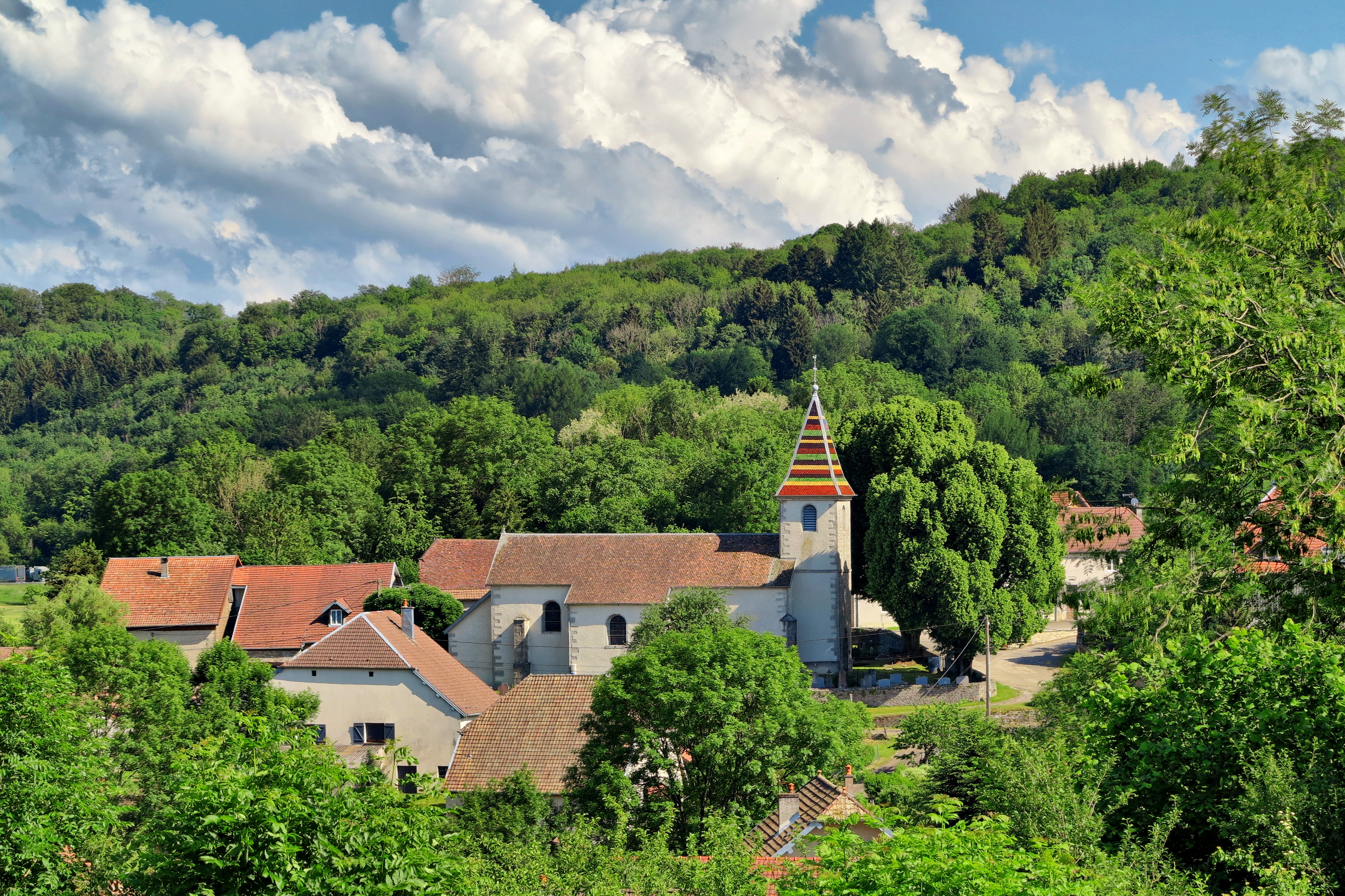
L'église de la Nativité de Notre-Dame.
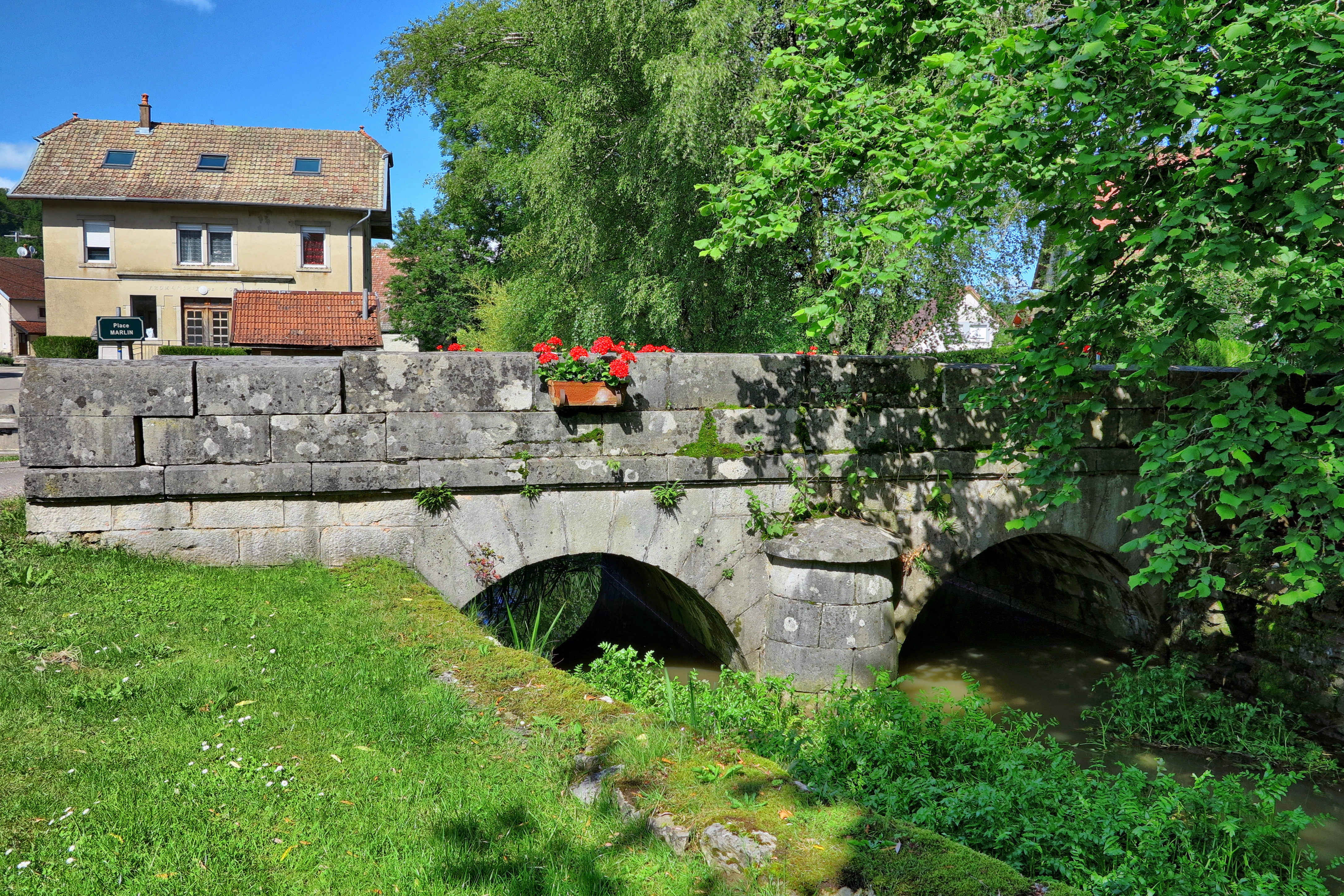
Le pont central sur la Chenevière.
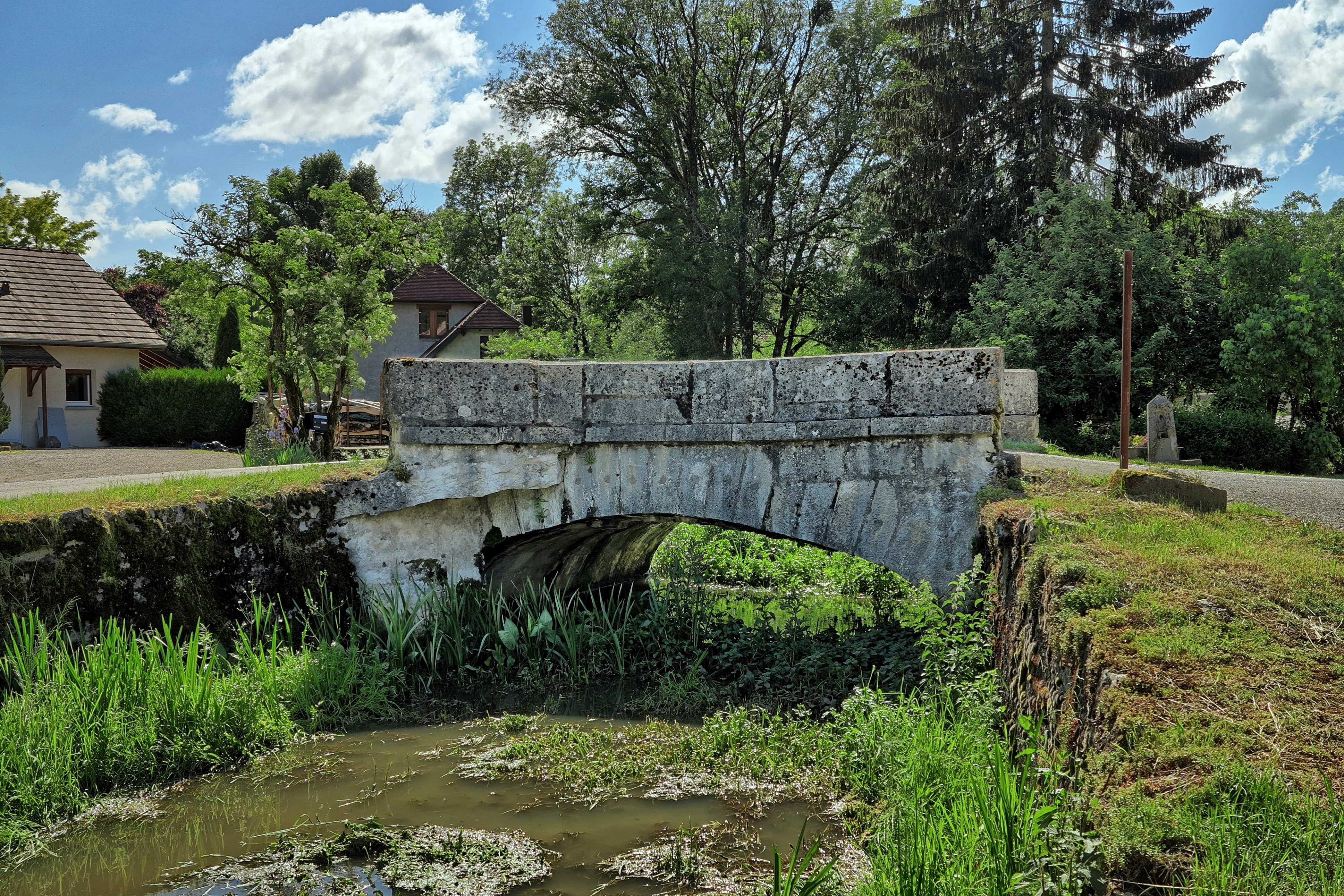
Le pont de la petite fontaine sur la Chenevière.
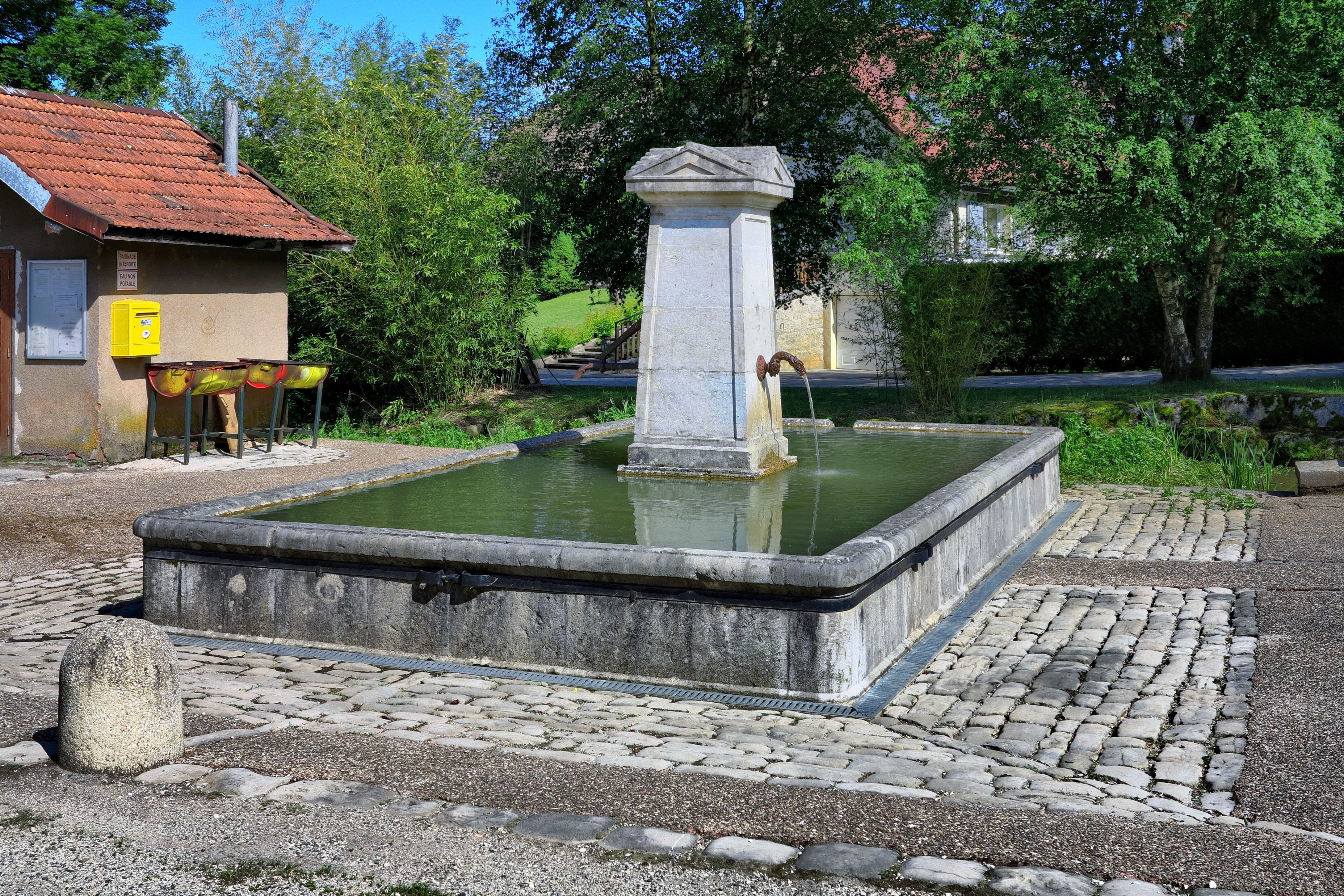
La fontaine-abreuvoir.

### Personnalités liées à la commune
- Abbé Paul Druot, archéologue, peintre et curé de Voillans de 1896 à 1908.
- Pierre Ucciani (1851-1939), artiste peintre, vient peindre avec l'abbé Paul Druot à Voillans et ses environs.

### Héraldique
| Blason de Voillans | Blason  | D'or aux trois coqs de sable. |
| Blason de Voillans | Détails | Adopté par la municipalité.   |